# Ayenia mastatalensis
Ayenia mastatalensis là một loài thực vật có hoa trong họ Cẩm quỳ. Loài này được Cristóbal & N.Zamora mô tả khoa học đầu tiên năm 1992.